# Faculdade de São Bento
A Faculdade de São Bento foi a primeira faculdade de Filosofia do Brasil. Localiza-se no Largo de São Bento, centro de São Paulo, junto ao Mosteiro de São Bento, que data de 1598.
Foi fundada em 1908 e, após um período em que foi incorporada pela PUC-SP (Pontifícia Universidade Católica de São Paulo), isso em 1946, volta as suas atividades em 2002, com um novo curso de Licenciatura em Filosofia. Em seu início (1908), a faculdade foi agregada a Universidade de Louvain, dela vindo professores como o Monsenhor Carlos Sentroul (1876-1933) e Leonardo Van Acker (1896-1986), entre outros. Em 2008 a Faculdade de São Bento completou 100 anos. Neste mesmo ano iniciou o seu curso de Mestrado em Filosofia.

## História
No início, a Faculdade não tinha respaldo da legislação educacional brasileira e, a partir de 1911, passou a ser afiliada à Universidade de Louvain, na Bélgica. Todos os títulos, até o doutorado, eram então reconhecidos pela universidade belga. Seu fundador e primeiro diretor foi Dom Miguel Kruse.
Em 1922, a sede passaria a funcionar na Rua Florêncio de Abreu, 21, recomeçando os cursos com uma aula inaugural do Prof. Leonardo Van Acker.
Em 1936 sofre ampla remodelação a fim de adequar-se às leis que regulamentam o ensino superior e pleitear, novamente, seu reconhecimento oficial. O Decreto nº 6 526, de 12 de novembro de 1940 acabou por reconhecer formalmente os cursos no Brasil. Passa então a se chamar "Faculdade de Filosofia, Ciências e Letras de São Bento". Neste período, foi organizada em quatro seções: 1) Seção de Filosofia (compreendendo o curso de Filosofia); 2) Seção de Ciências (compreendendo os cursos de Matemática, Física, Geografia e História, Ciências Sociais); 3) Seção de Letras (compreendendo os cursos de Letras Clássicas, Neo-latinas, Anglo-germânicas); 4) Seção de Pedagogia (compreendendo os cursos de Pedagogia e Didática).
De modo semelhante ao que passou com os cursos de história da filosofia medieval, antiga e moderna, foi nos bancos da Faculdade de Sâo Bento de São Paulo que o ensino da filosofia de Kant foi empreendido pela primeira vez no Brasil. O mesmo ocorreu com o ensino de Letras Clássicas, que ainda vigoram como "cursos livres" na instituição.
Assim como ocorreu com o Colégio de São Bento de São Paulo (1903), na Faculdade estudaram grandes personalidades nacionais, tais como Alexandre Correia, André Franco Montoro, Vicente Rao, Honório Fernandes Monteiro, Camargo Guarnieri, Carlos Lopes de Mattos, Oswald de Andrade, Alexandre Augusto de Castro Correa, entre outros. O Centro Acadêmico dos estudantes viria a ser fundado em 1943, quando a instituição se instala à Avenida Higienópolis, 890.
No ano de 2009 foi criada a Faculdade de Teologia da Faculdade de São Bento. O curso além de possibilitar a formação dos monges e candidatos ao sacerdócio, tem o caráter livre aos leigos.
Destaca-se na instituição o importante acervo da biblioteca do Mosteiro de São Bento, datada de 1598, seu projeto pedagógico e o foco na pesquisa acadêmica.